# Monhystera parasitica
Monhystera parasitica är en rundmaskart som beskrevs av Penso 1938. Monhystera parasitica ingår i släktet Monhystera och familjen Monhysteridae. Inga underarter finns listade i Catalogue of Life.